# Teatro de Dortmund
O Teatro de Dortmund é uma organização teatral que produz óperas, musicais, balés, peças teatrais e concertos em Dortmund, Alemanha. Foi fundado como o Stadttheater Dortmund em 1904. Apoiada pelo governo alemão, a organização possui e opera vários espaços de desempenho.
Em 2010, o Vale do Ruhr foi uma Capital Europeia da Cultura. O Teatro de Dortmund é um parceiro do programa relacionado RUHR.2010 nos campos de Música e Teatro & Dança.

## Stadttheater Dortmund
O projeto original do Teatro de Dortmund foi projetado pelo arquiteto Martin Dülfer e construído de 1902 a 1904. A performance inaugural do teatro foi de Tannhäuser, de Richard Wagner, em 17 de dezembro de 1904. O Doktor Faust de Busoni foi realizado em 1925.
O edifício foi danificado de forma significativa por um bombardeio aéreo em 1 de março de 1943, mas permaneceu em operação até 1 de setembro de 1944, quando o Ministério de Esclarecimento Público e Propaganda do governo nazista fechou todos os teatros alemães. Um segundo bombardeio em 6 de outubro de 1944 destruiu completamente o edifício original.

## Opernhaus Dortmund

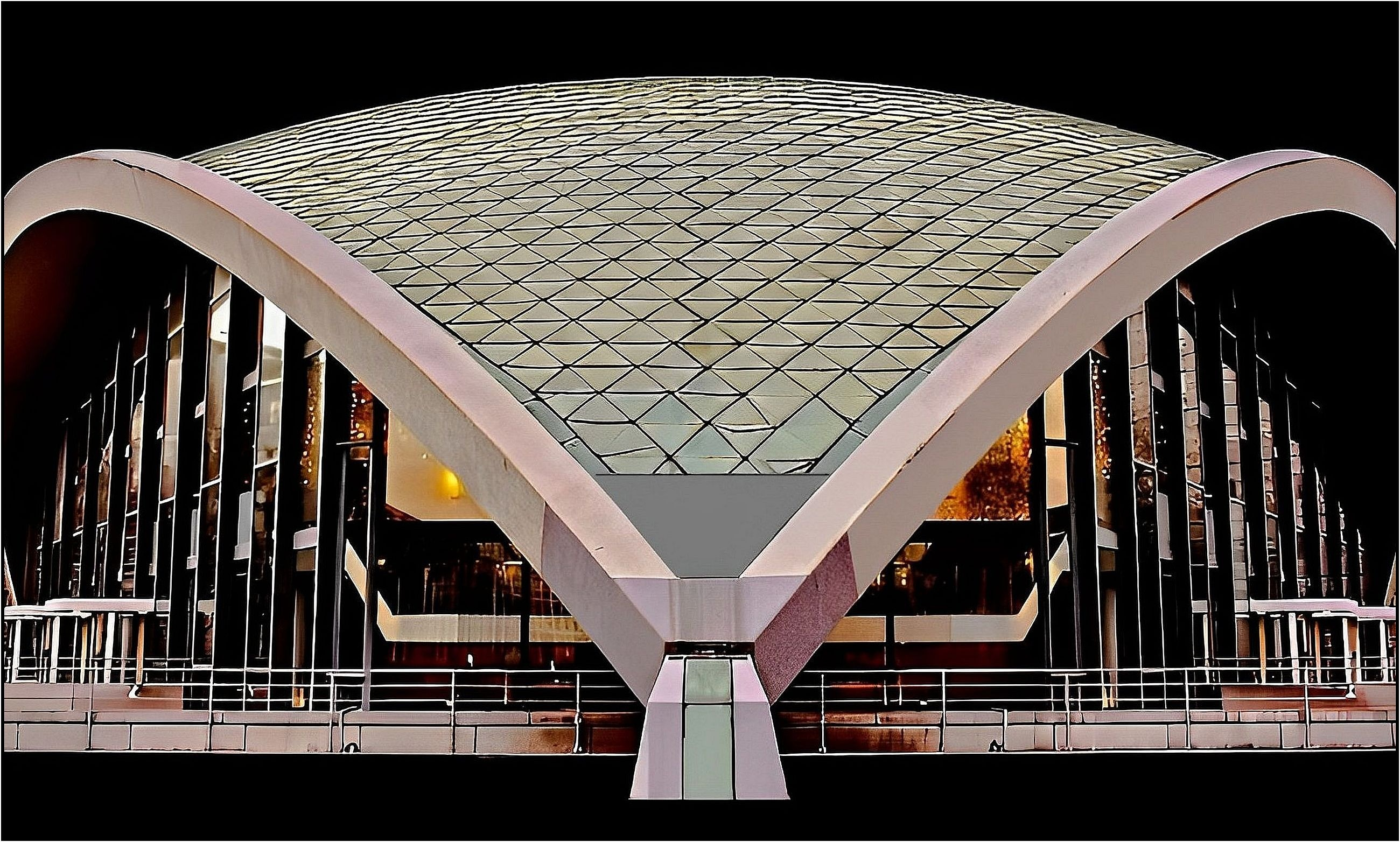
Opernhaus Dortmund

A nova casa de ópera, Opernhaus Dortmund, abriu em 1966 para servir de palco para óperas, balés, concertos e peças que exigem um grande palco. A primeira apresentação foi Der Rosenkavalier de Strauss, uma ópera que foi apresentada em 1911, o ano da estreia dos trabalhos. Wilhelm Schüchter conduziu a Dortmunder Philharmoniker. Em 1967, ele conduziu a estréia da ópera Eli de Walter Steffens após o drama de Nelly Sachs, uma comissão da cidade de Dortmund.

## Schauspiel Dortmund

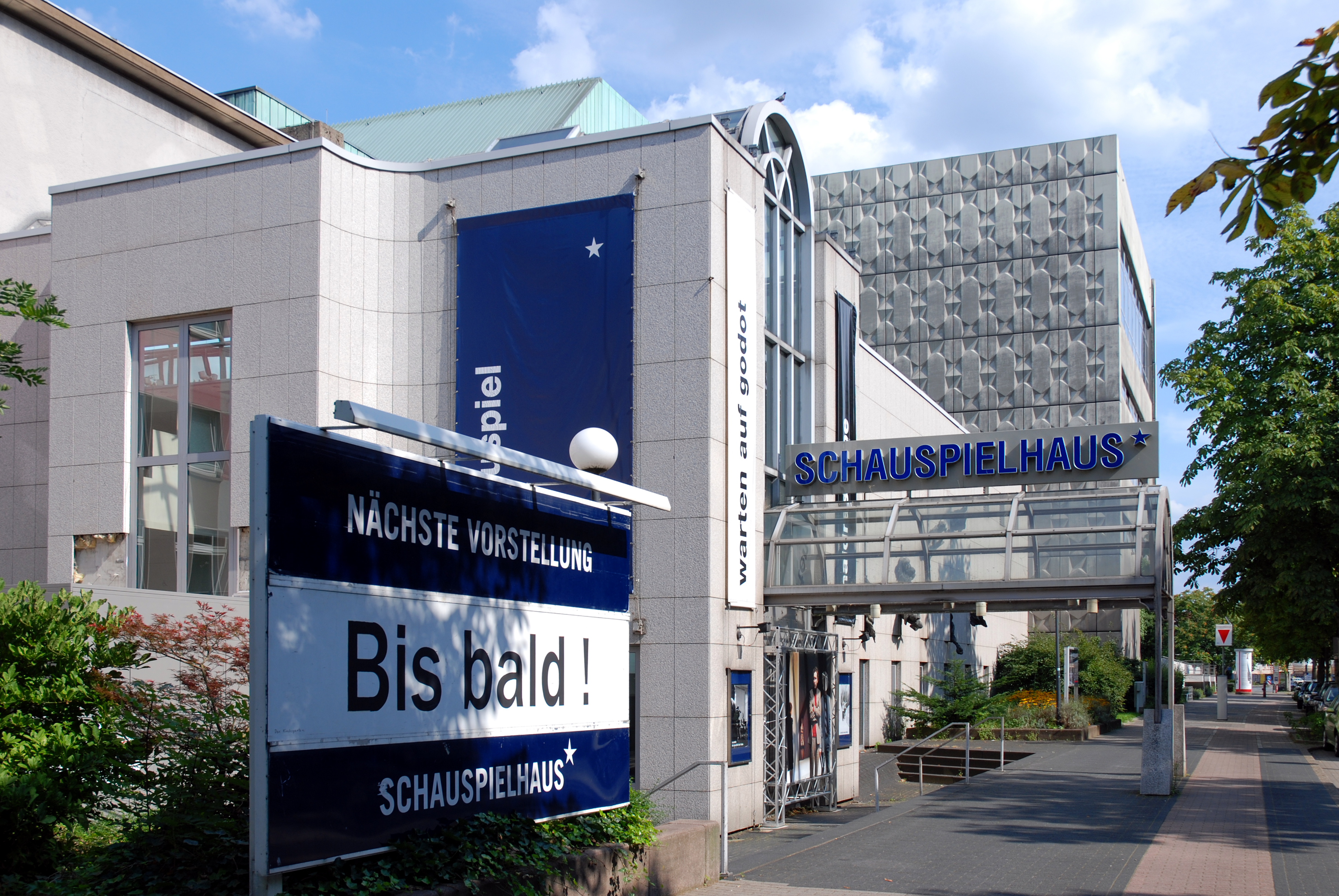
Schauspielhaus Dortmund

Desde 1968, a casa de ópera do pós-guerra serve como palco principal para as peças. O Teatro de Dortmund também opera teatros menores para produções mais experimentais.

## Konzerthaus Dortmund

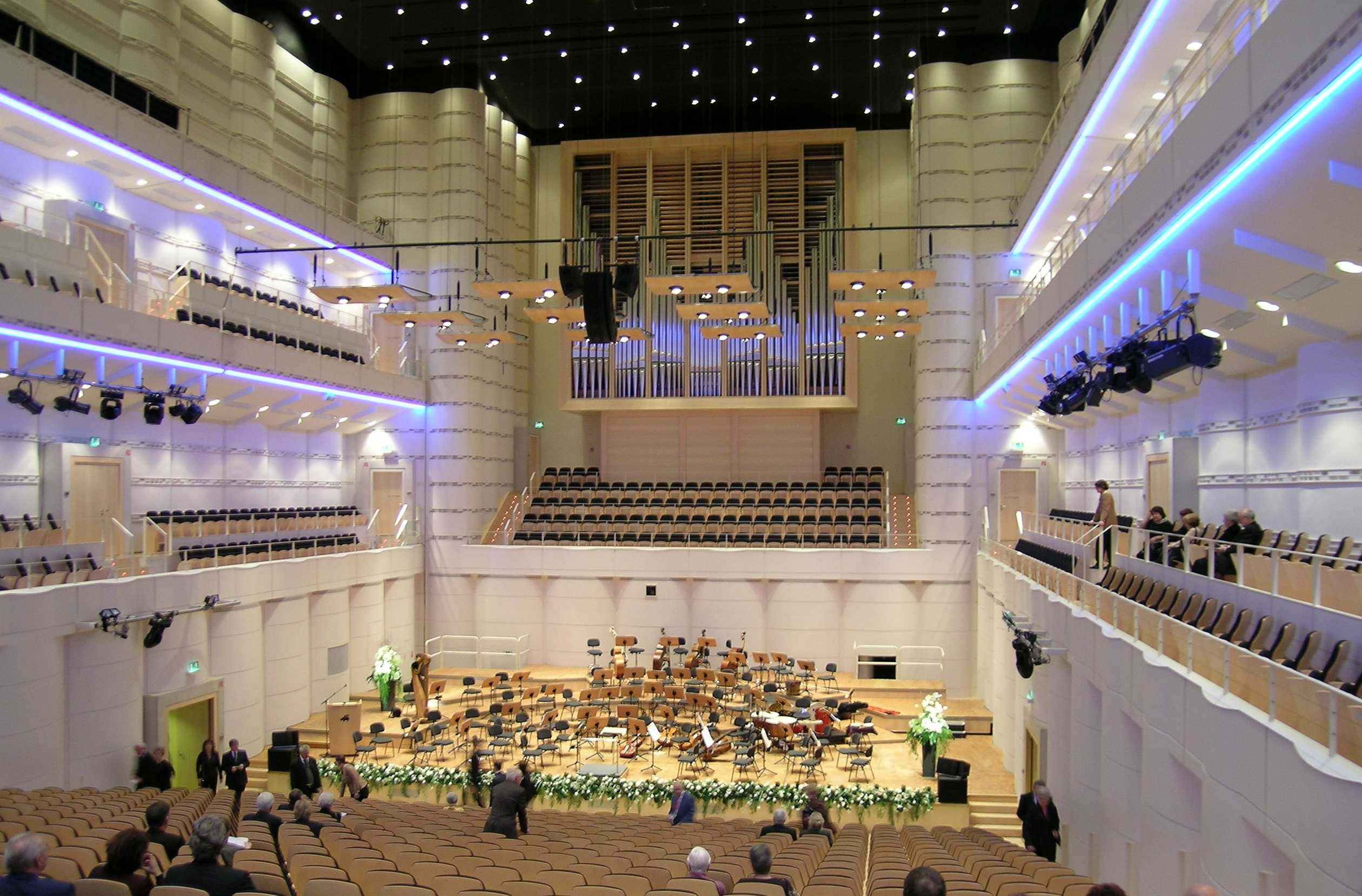
Konzerthaus Dortmund

Desde 2002, a orquestra tem usado a recém-inaugurada sala de concertos Konzerthaus Dortmund como um local para os concertos da orquestra e apresentações de convidados. O diretor de planejamento e fundação foi Ulrich Andreas Vogt.
Na temporada 2005/06, Rebecca Saunders foi compositora residente. Em dezembro de 2008, o Thomanerchor e Orquestra do Gewandhaus de Leipzig, conduzidos pelo Thomaskantor Georg Christoph Biller, executaram o Oratório de Natal de Bach. Em novembro de 2009, Ignat Solzhenitsyn conduziu o Cantemus Chor e a Nordwestdeutsche Philharmonie em obras de Mozart, incluindo sua Grande Missa em dó menor. Em junho de 2010, Cecilia Bartoli cantou em concerto o papel-título de Norma de Bellini pela primeira vez, na extensão original de meio-soprano, com o maestro Thomas Hengelbrock.